# Georg Grube (Chemiker)
Georg Heinrich Ludolf Grube (* 6. Mai 1883 in Göttingen; † 31. August 1966 in Stuttgart) war ein deutscher Chemiker (Elektrochemie, Metallurgie). Er war Professor für Physikalische Chemie an der TH Stuttgart.

## Leben und Wirken
Grube wurde 1906 in Göttingen bei Gustav Tammann promoviert mit einer Dissertation über Magnesiumlegierungen. Danach arbeitete er in der Industrie und habilitierte sich 1913 an der TH Dresden bei Fritz Foerster. Im selben Jahr wurde er außerordentlicher Professor für Physikalische Chemie und Elektrochemie an der TH Stuttgart. Als 1934 das Kaiser-Wilhelm-Institut für Metallforschung in Stuttgart gegründet wurde, wurde er Ko-Direktor. 1951 wurde er emeritiert.
Er befasste sich mit Elektrochemie und Metallurgie, unter anderem elektrochemische Leitfähigkeitsmessungen und Suszeptibilitätsmessungen, Sinterung, Oberflächenveredelung, Diffusionsprozesse, Oberflächenveredelung von Metallen und Passivität von Metallen.
1934 bis 1953 war er Direktor des Instituts für Physikalische Chemie an der TH Stuttgart. 
1948 erhielt er die Bunsen-Denkmünze. 1932 bis 1945 war er Schriftleiter der Zeitschrift für Elektrochemie.
Er war Vater des Historikers Walter Grube.

## Veröffentlichungen
- Die elektrolytische Abscheidung von Gold-Legierungen. In: Wilhelm Geibel (Hg.): Festschrift zum 70. Geburtstage von Dr. phil. Dr. ing. e. h. Wilhelm Heraeus, Hanau: G. M. Albertis Hofbuchhandlung Bruno Clauss 1930, S. 34–44.